# Austrolimnophila percincta
Austrolimnophila percincta är en tvåvingeart som beskrevs av Alexander 1955. Austrolimnophila percincta ingår i släktet Austrolimnophila och familjen småharkrankar.
Artens utbredningsområde är Madagaskar. Inga underarter finns listade i Catalogue of Life.